# Susanne Billum
Susanne Marie Billum, född 14 september 1945, död 1 augusti 2022, var en svensk jurist och före detta justitieråd, som var ordförande för Hälso- och sjukvårdens ansvarsnämnd (HSAN). Hon var ordförande för Statens överklagandenämnd. Hon var regeringsråd 1988–1992 samt 1998–2012 (efter 2011 kallat justitieråd då Regeringsrätten ombildades till Högsta förvaltningsdomstolen).
Billum avlade juris kandidatexamen 1969 samt gjorde tingstjänstgöring 1970–1972 och var aspirant/fiskal vid kammarrätten i Stockholm 1972–1973. Hon var därefter sakkunnig vid Justitiedepartementet 1974–1976, föredragande hos riksdagens ombudsmän 1976–1978 och i socialutskottet 1978–1980. Därefter var hon huvudsekreterare vid Socialberedningen 1980–1981 och kanslichef vid socialutskottet i riksdagen 1982–1988. Hon var ledamot av Regeringsrätten (regeringsråd) 1988–1992, rättschef på Socialdepartementet 1992–1995, chefsjurist vid Svenska Kommunförbundet 1995–1996 och rättschef vid Socialdepartementet 1996–1998. År 1998 blev hon ånyo regeringsråd.